# DWK D 55
Die DWK D 55 ist eine Baureihe zweiachsiger kettengetriebener Diesellokomotiven der Deutschen Werke Kiel (DWK). Sie ist die kleinste Lokomotive des ersten Typenprogramms. Zwischen 1933 und 1937 wurden 17 Lokomotiven mit verschiedenen Spurweiten und Abmessungen gebaut:
- 1435 mm: drei Stück
- 1000 mm: fünf Stück
- 900 mm: zwei Stück
- 750 mm: zwei Stück
- 600 mm: fünf Stück

## Aufbau
Die Lokomotiven wurden durch einen drei- oder vierzylindrigen Viertakt-Dieselmotor der DWK mit 40 kW (55 PS) angetrieben. Sie verfügten über ein mechanisches Getriebe mit drei bzw. vier Gängen. Der Antrieb der beiden Achsen erfolgte über Ketten.

## Verbleib
Erhalten blieb nur eine Maschine bei der Borkumer Kleinbahn.

### Borkumer KleinbahnLEER
Das Marine-Artillerie-Zeugamt Borkum bekam 1935 (Fabriknummer 551) und 1936 (Fabriknummer 588) je eine Lokomotive dieser Bauart.
Beide Lokomotiven kamen nach dem Zweiten Weltkrieg zur Borkumer Kleinbahn. Die erste wurde seit 1948 als LEER als Ersatz für die Dampflok gleichen Namens mit deren Namensschild eingesetzt. Die zweite Lokomotive wurde 1949 nach Hamburg an einen Händler verkauft. 1952 wurde sie auf Normalspur umgespurt und in Stade eingesetzt.
Meist war die Lok LEER zuständig für die Zustellung von Güterwagen. Ihre Einsätze sind nach und nach zurückgegangen, vor allem, weil der Güterverkehr Ende der 1960er Jahre auf die Straße verlagert wurde. Bis in die 1980er Jahre zog sie vereinzelt noch lange Regelzüge im Personenverkehr. Bis September 2016 war sie offiziell betriebsbereit und Reserve für den Einsatz der historischen Wagen. Ihre letzten Einsätze aus eigener Kraft hatte die Maschine zum Festtag des 125-jährigen Jubiläums im Sommer 2013, für eine Sonderfahrt zum Jahreswechsel 2014/2015 und dann im August und dann im September 2016. Die Lokomotive ist seitdem wegen eines schweren Schadens nicht mehr einsatzfähig und steht unter Denkmalschutz.